# Єшуа Га-Ноцрі
Єшуа́ Га-Но́црі — один із героїв роману Михайла Булгакова «Майстер і Маргарита». Прототипом образу став євангельський Ісус Христос, але сюжет Булгакова далекий від євангельського.
Єшуа — єврейська вимова біблійного імені Ісус (в оригіналі — з наголосом Єшу́а). Булгаков прагнув у лексиці роману максимально наблизити імена і назви до їх оригінального, івритського звучання (Єршалаїм, Вар-равван та ін.). Сенс прізвиська «Га-Ноцрі», згаданого в Талмуді (у Синодальному перекладі Нового Заповіту: «Назареянин»), неясний і може сходити до місця походження Єшуа (в християнській традиції: Назарет), але навряд чи до слова «Назарянин» (євр. назир), з яким зближується лише в грецькій мові.
Єшуа — один з ключових героїв роману, антипод Воланда. Він з'являється спочатку у вбудованому романі, але потім він діє і в основній сюжетній лінії, де характеризується як повелитель сил Світла. Прочитавши роман Майстра, Єшуа посилає Левія Матвія до Воланда з проханням нагородити Майстра і Маргариту спокоєм. Одне з глибинних значень цієї сцени послідовно відтворюється в романі (починаючи з епіграфа) — протиставлення пасивного Добра і активного Зла, які спільно і незалежно беруть участь в єдиному історичному процесі.